# 黄村西大街駅
座標: 北緯39度43分39.1秒 東経116度19分35.55秒 / 北緯39.727528度 東経116.3265417度
黄村西大街駅（こうそんせいだいがいえき）とは中華人民共和国北京市大興区に位置する北京地下鉄大興線の駅である。

## 駅構造

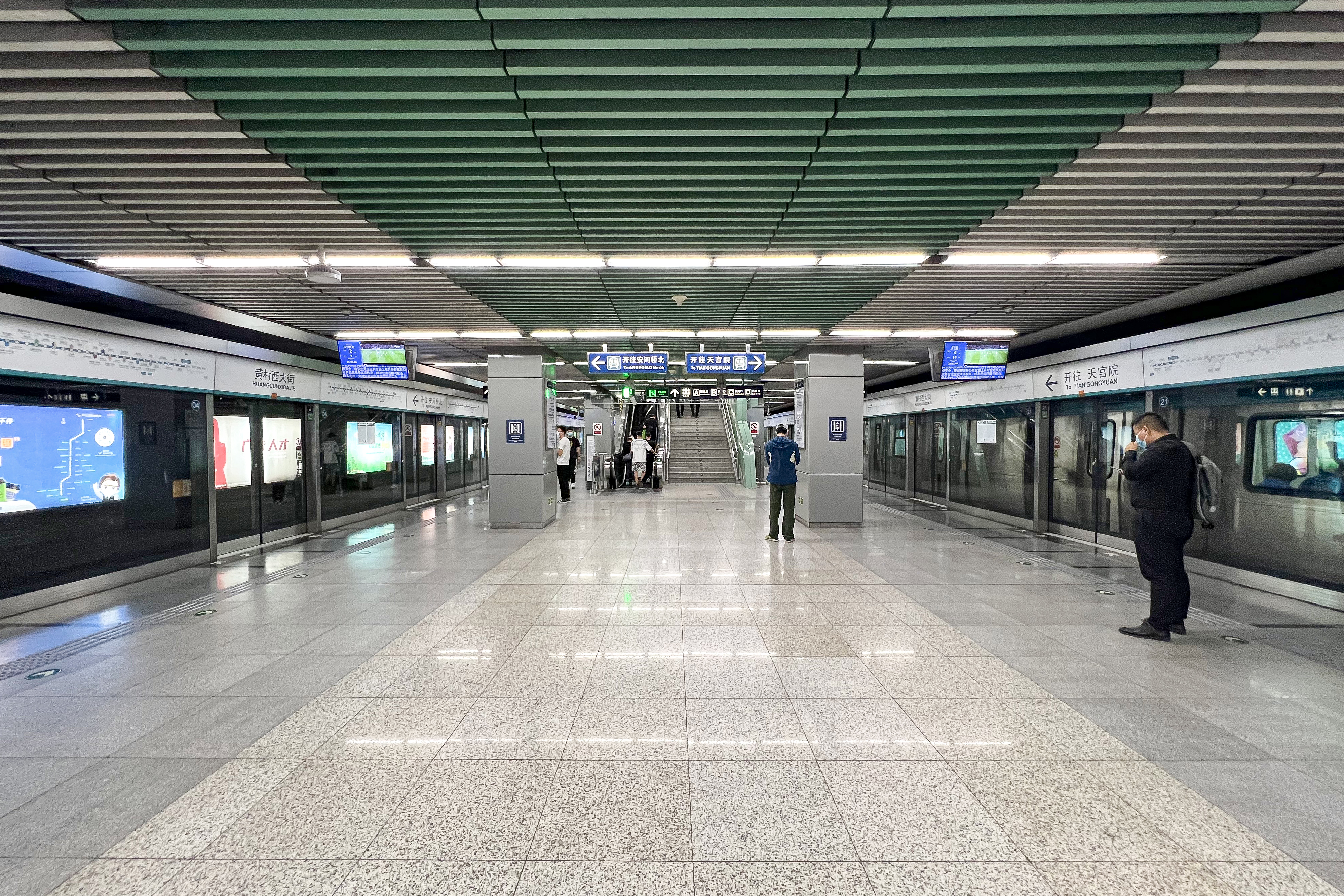
ホーム

島式ホーム1面2線を有する地下駅。駅構内には「歓天喜地」と題する装飾が施されている。

## 歴史
- 2010年12月30日 - 開業。

## 隣の駅
北京地下鉄
■大興線
清源路駅 - 黄村西大街駅 - 黄村火車駅